# Springfield (Minnesota)
Pour les articles homonymes, voir Springfield.
Springfield est une ville de l'État du Minnesota, aux États-Unis et siège du comté de Brown.

## Histoire
À 37 km au sud de la ville, à la limite du comté de Brown et de celui de Watonwan, se trouve une série de gravures rupestres, les pétroglyphes de Jeffers (en). Ils sont sur le territoire historique des Sioux Dakotas et leurs motifs rappellent plusieurs symboles utilisés par ce peuple.
Le bourg de Springfield est fondée en 1877 sous le nom de Burns  comme station de chemin de fer de la Chicago and North Western Railway. En 1880, il reçoit son nom actuel d'après une source proche.
Un des édifices les plus notables de Springfield est la maison de style néo-georgien construite en 1911 par Adolph C. Ochs, fondateur de la briqueterie A.C. Ochs Brick and Tile Company. L'entreprise, qui existe toujours, est une des plus importantes de son secteur aux États-Unis.

## Démographie
Selon le Bureau du recensement des États-Unis, la population de la ville a évolué de la manière suivante :
- 1880 : 167 hab.
- 1890 : 716
- 1900 : 1 511
- 1910 : 1 482
- 1920 : 1 830
- 1930 : 2 049
- 1940 : 2 361
- 1950 : 2 574
- 1960 : 2 701
- 1970 : 2 530
- 1980 : 2 303
- 1990 : 2 173
- 2000 : 2 215
- 2010 : 2 152
- 2020 : 2 027

Au recensement de 2000, la population comprend 98,33% de Blancs, 0,32% d'Amérindiens, 0,45% d'Asio-Américains, 0,63% d'autres groupes ethniques et 0,27% déclarant deux origines ou davantage. Les Hispaniques et Latino-Américains représentent 1,99%.